# Сиволапенко, Павел Фёдорович
Павел Фёдорович Сиволапенко (1913—1987) — гвардии подполковник Советской Армии, участник Великой Отечественной войны, Герой Советского Союза (1944).

## Биография

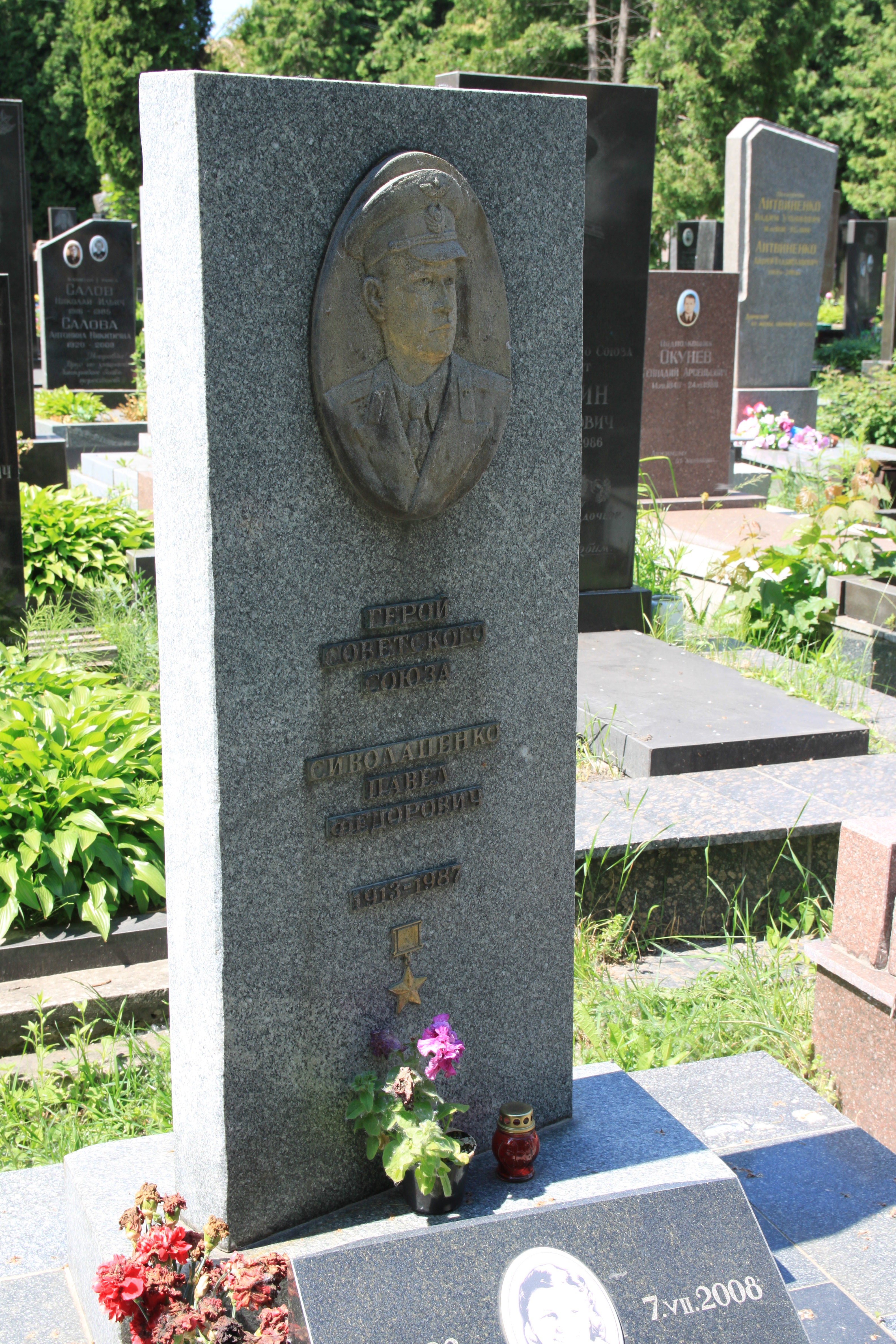
Могила Сиволапенко на Лукьяновском военном кладбище Киева.

Павел Сиволапенко родился 26 декабря 1913 года в селе Пирогово (ныне — Киево-Святошинский район Киевской области). Окончил восемь классов школы, затем некоторое время учился в Киевском энергетическом техникуме. В 1933 году Сиволапенко добровольно пошёл на службу в Рабоче-крестьянскую Красную Армию. В 1935 году он окончил танко-технические курсы, в 1936 году — курсы младших лейтенантов, в 1939 году — Чкаловское военное авиационное училище. С июня 1941 года — на фронтах Великой Отечественной войны.
К осени 1944 года гвардии майор Павел Сиволапенко был штурманом эскадрильи 19-го гвардейского авиаполка 8-й гвардейской авиадивизии дальнего действия. К тому времени он совершил 219 боевых вылетов, 211 из которых — в тёмное время суток, на бомбардировку объектов военно-промышленного комплекса противника. В частности, бомбил Данциг, Бухарест, Варшаву, Кёнигсберг, Хельсинки, Тильзит и другие города.
Указом Президиума Верховного Совета СССР от 5 ноября 1944 года гвардии майор Павел Сиволапенко был удостоен высокого звания Героя Советского Союза с вручением ордена Ленина и медали «Золотая Звезда» за номером 5101.
В 1954 году в звании подполковника Сиволапенко был уволен в запас. Проживал в Киеве. Умер 15 июля 1987 года, похоронен на Лукьяновском военном кладбище Киева.
Был также награждён тремя орденами Красного Знамени, орденами Отечественной войны 1-й степени и Красной Звезды, рядом медалей.